# Церква святителя Миколая Чудотворця (Зелене)
Церква святителя Миколая Чудотворця в Зеленому — парафія і храм Гусятинського благочиння Тернопільської єпархії Православної церкви України в селі Зелене Чортківського району Тернопільської области.

## Історія церкви
На місці сучасного храму в 1747 році збудували дерев'яний. У 1810 році на його місці звели новий, також дерев'яний, який у 1974 році перевезли до Києва, у Пирогово.
Понад півстоліття на парафії служив священник Теодор Пиндус. Він вів просвітницьку роботу, заснував товариство «Просвіта» та створив гуртки «Сокіл» і «Луг».
У 1934 році заклали камінь під будівництво нової церкви, яке завершилося після війни.

## Парохи
- о. Теодор Пиндус (1901—1954),
- о. Микола Стечишин (1959—1982),
- о. Андрій Карпець.